# Apostolepis underwoodi
Apostolepis underwoodi — вид змій родини полозових (Colubridae). Ендемік Болівії. Описаний у 2017 році. Вид названий на честь британського герпетолога Гарта Андервуд.

## Поширення і екологія
Apostolepis underwoodi мешкають в департаменті Санта-Крус на сході Болівії. Вони живуть у вологих рівнинних тропічних лісах.